# Rebels FC (Namibia)
Der Rebels FC (meist nur Rebels) ist ein Fußballverein aus Windhoek in Namibia.
Der Verein stieg in der Saison 2013/2014 erstmals aus der zweithöchsten Spielklasse in die Namibia Premier League auf. Rebels setzte sich in der Relegation 2013/14 als zweitplatzierte Mannschaft durch.